# Timahdite
Timahdite (franska: Timahdite (CR), Timahdite (Commune Rurale), arabiska: تيكريكرة) är en kommun i Marocko.   Den ligger i provinsen Ifrane och regionen Fès-Meknès, i den nordöstra delen av landet, 190 km sydost om huvudstaden Rabat. Antalet invånare är 7 552.